# Неретин, Василий Иванович

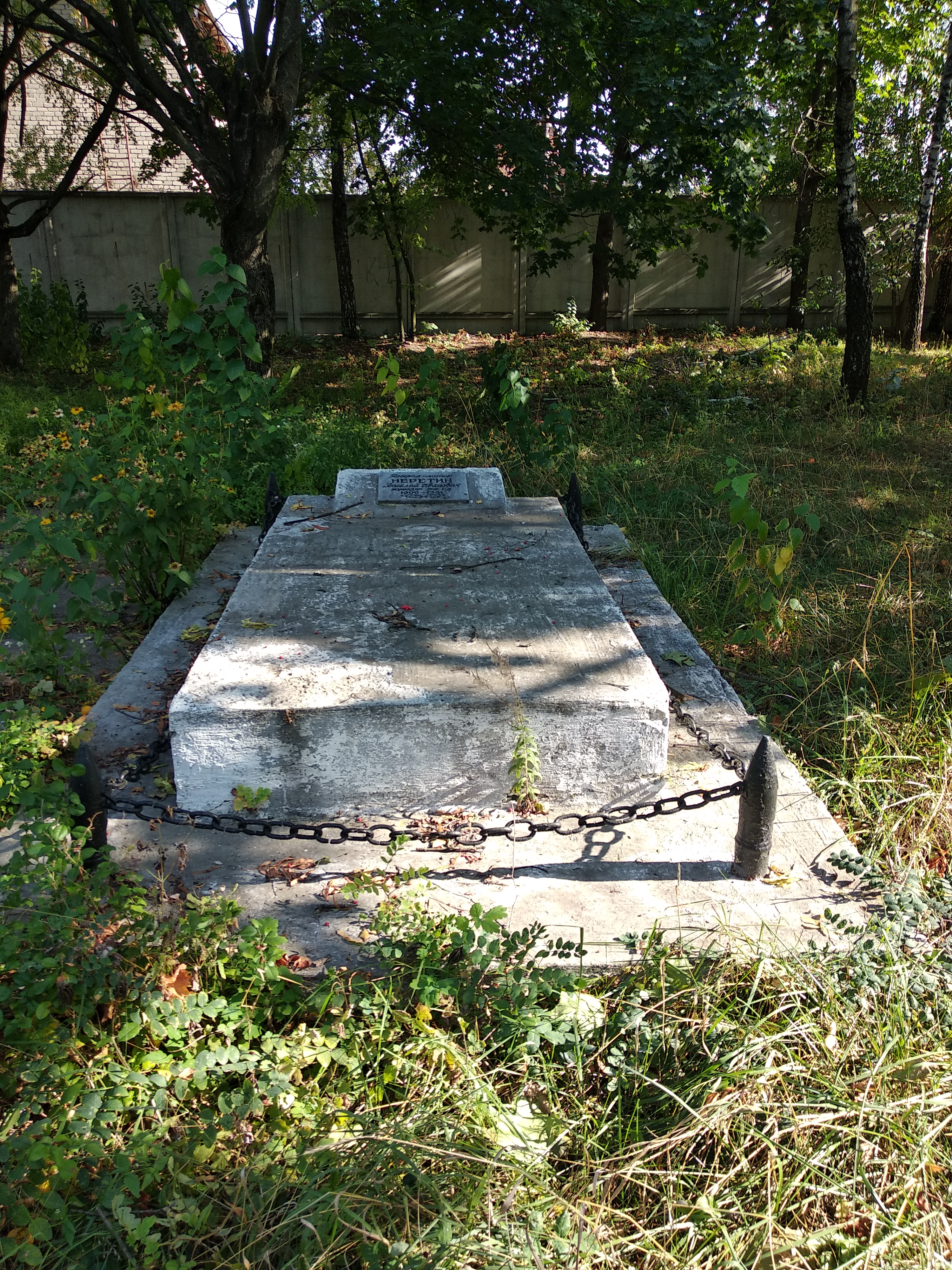
Надгробная плита на могиле Неретина В.И - пер.Клубный, 1, г.Сновск (Щорс), Черниговская обл., Украина

Василий Иванович Неретин (14 апреля 1900 — 30 августа 1941) — советский военачальник, генерал-майор (1940 год). Командир 151-й стрелковой дивизии (июнь — 20 августа 1941 года), командир 266-й стрелковой дивизии (20 — 30 августа 1941 года).

## Биография
В Гражданскую войну В. И. Неретин 27 июня 1919 года был призван в РККА по мобилизации Раненбургским уездным военкоматом и зачислен рядовым в 1-й запасной полк МВО. С сентября 1919 по апрель 1920 года учился в батальонной школе при отдельном пулеметном батальоне этого же округа, затем вернулся в полк. В сентябре 1920 года направлен на Украину, где проходил службу красноармейцем в 4-м запасном Украинском полку, а с ноября — командиром отделения бригады по усилению охраны Донбасса. С марта 1921 года был помощником командира взвода 82-го отдельного батальона ВЧК. В его составе участвовал в борьбе с бандитизмом в Екатеринославской губ.
В июне 1921 года направлен на Ораниенбаумские пехотные курсы Петроградского ВО, затем с марта 1922 года был старшиной на 2-х Петроградских пехотных командных курсах. После их окончания в марте 1923 года назначен помощником командира взвода 151-го стрелкового полка 51-й Перекопской стрелковой дивизии УВО. С мая 1924 года служил командиром взвода, роты, начальником штаба и командиром батальона в 283-м стрелковом полку 95-й стрелковой дивизии.
В декабре 1933 года назначен командиром 92-го отдельного пулемётного батальона, а через месяц убыл с ним на Дальний Восток.
С января 1937 года командовал 98-м отдельным пулемётным батальоном в составе ОКДВА. С августа 1937 года командовал 61-м стрелковым полком. В июне 1938 года полковник В. И. Неретин назначен командиром 59-й стрелковой дивизии в составе 1-й Отдельной Краснознамённой армии. В июле 1939 года освобождён от должности и убыл в распоряжение Управления по начальствующему составу Красной армии, затем в сентябре назначен командиром 151-й стрелковой дивизии ХВО.
В ноябре 1940 года зачислен слушателем на КУВНАС при Военной академии РККА им. М. В. Фрунзе, по окончании с мая 1941 года вновь командовал этой же дивизией.
В начале Великой Отечественной войны 151-я стрелковая дивизия под командованием генерал-майора В. И. Неретина находилась в резерве Ставки ГК, затем в составе 21-й армии Западного и Центрального фронтов участвовала в Смоленском сражении, в тяжёлых оборонительных боях в районе города Гомель. В ходе их она понесла большие потери, её остатки были объединены в сводный отряд, который под его командованием отходил в направлении города Стрешин. В августе 1941 года дивизия была выведена на восстановление и доукомплектование в резерв вновь сформированного Брянского фронта.
С 20 августа 1941 года генерал-майор В. И. Неретин вступил в командование 266-й стрелковой дивизией, формировавшейся в Московском военном округе в городе Калуга. С 1 сентября она вошла в 66-й стрелковый корпус 21-й армии и вела бои на Брянском, а с 6 сентября — Юго-Западном фронтах. В середине сентября в ходе Киевской оборонительной операции дивизия в составе армии попала в окружение и в период с 13 по 17 сентября была уничтожена. В ходе этих тяжёлых боев генерал-майор В. И. Неретин погиб 30 августа в районе города Щорс Черниговской области, когда лично повёл части в атаку (из представления к правительственной награде ордену Ленина от 25.11.1941, составленного командующим 21-й армией генерал-майором Гордовым и членом Военного совета армии бригадным комиссаром Сердюком). Исключён из списков комсостава РККА на основании приказа ГУК НКО от 22.03.1942 года № 0445.

## Воинские звания

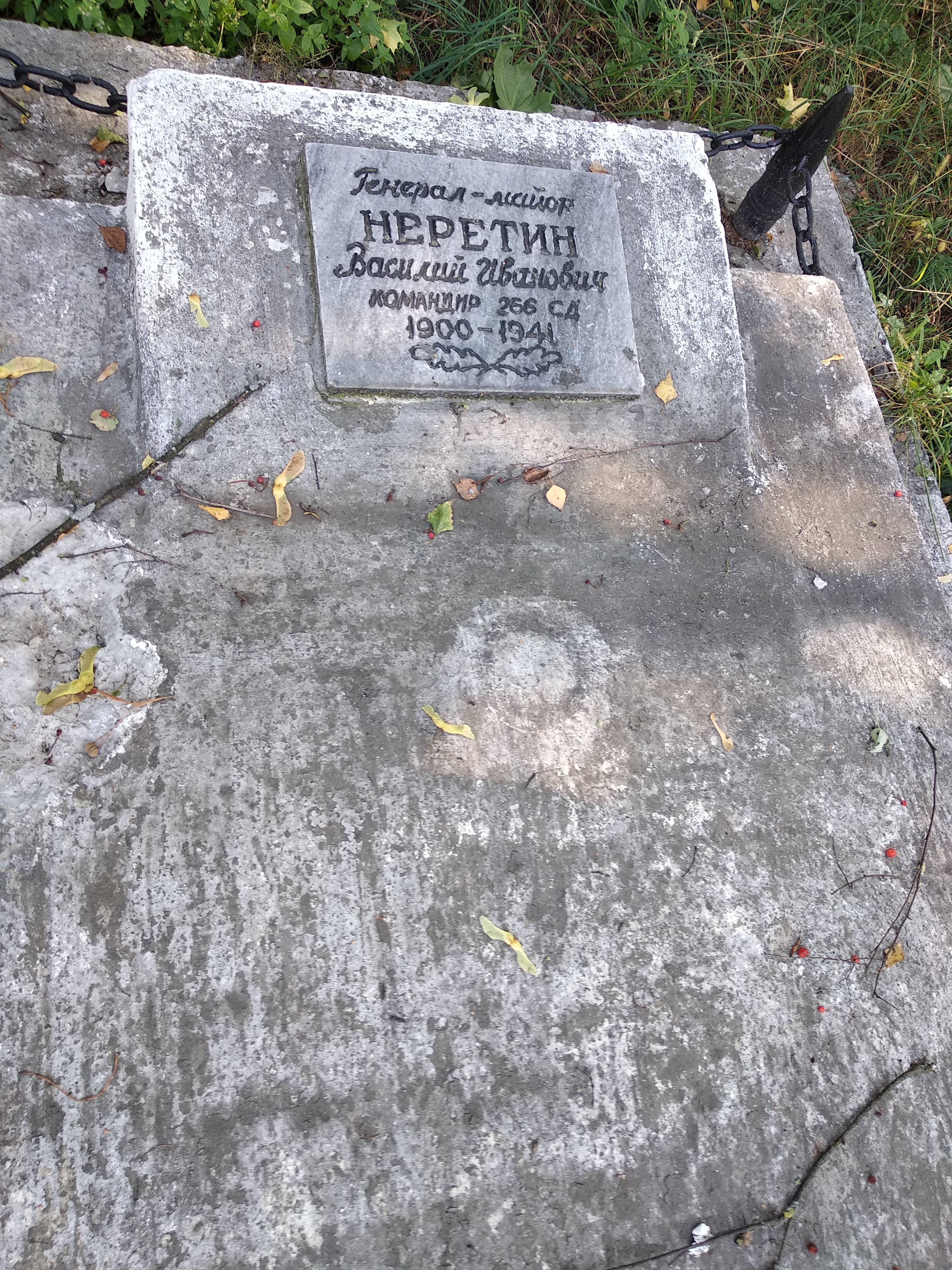
Могила Неретина В.И

- Майор (17.02.1936)
- Полковник (17.02.1938)
- Могила Неретина В.ИКомбриг (4.11.1939)
- Генерал-майор (4.06.1940)

## Награды
- орден Ленина (27.12.1941, посмертно)
- Медаль «XX лет Рабоче-Крестьянской Красной Армии» (22.02.1938)